# Carrolina Bajrić
Carrolina Bajrić, hrvatska boćarica, članica Čavala, boćarskog kluba.
Na Europskom prvenstvu u boćanju za žene u talijanskom Saluzzu u disciplini precizno izbijanje osvojila je brončano odličje.
Sestra Virginia Bajrić je također boćarica. Zajedno su bile državne rekorderke u štafetnom izbijanju te državne prvakinje u par klasično i štafetnom izbijanju. Uz to imaju i zajednički plasman u prvih deset u štafetnom izbijanju na svjetskom boćarskom prvenstvu.